# Miramare
Miramare is een plaats (frazione) in Friuli- Venezia Giulia, in de Italiaanse provincie Triëst.
Miramare ligt aan de kust van de Adriatische Zee en heeft veel hotels en campings.
Bezienswaardig is Kasteel Miramare, gebouwd door Maximiliaan van Oostenrijk. Hij was toen gouverneur van dit gebied.
In 1986 werd de kust voor het kasteel uitgeroepen tot riserva marina, dat wil zeggen "beschermd gebied". Het Wereld Natuur Fonds heeft er een Centro di educazione all'ambiente marino di Miramare gevestigd dat aandacht besteedt aan de onderwaterwereld.